# Hamaxia cumatilis
Hamaxia cumatilis är en tvåvingeart som beskrevs av Louis-Paul Mesnil 1978. Hamaxia cumatilis ingår i släktet Hamaxia och familjen parasitflugor.
Artens utbredningsområde är Madagaskar. Inga underarter finns listade i Catalogue of Life.